# Auva (stjärna)
Auva eller Delta Virginis ( δ Virginis, förkortat Delta Vir,  δ Vir) som är stjärnans Bayerbeteckning, är en möjlig dubbelstjärna belägen i norra delen av stjärnbilden Jungfrun. Den har en skenbar magnitud på 3,4 och är synlig för blotta ögat. Baserat på parallaxmätning inom Hipparcosuppdraget på ca 16,4 mas, beräknas den befinna sig på ett avstånd av 198 ljusår (60,8 parsek) från solen.

## Nomenklatur
Delta Virginis har det traditionella namnet Auva eller Minelauva som härstammar från den arabiska عوى c awwa ", vilket betyder "skällande (hund)". Denna stjärna, tillsammans med Beta Virginis (Zavijava), Eta Virginis (Zaniah), Gamma Virginis (Porrima) och Epsilon Virginis (Vindemiatrix), utgjorde Al'Awwā, inroparen.

## Egenskaper
Auva är en utvecklad orange till röd jättestjärna typ M och av spektralklass M3 III. Stjärnan har en massa som är 1,4 gånger större än solens och en uppskattad radie som är omkring 48 gånger solens radie. Den avger från sitt yttre sikt omkring 468 gånger mer energi än solen vid en relativt låg effektiv temperatur på ca 4 000 K. Det är den låga temperaturen som ger den orangefärgade glöden till en stjärna av typ M.
Det yttre skiktet hos Auva genomgår en typ av pulsation som uppträder i den klass av variabla stjärnor som kallas halvregulära variabler och dess skenbara magnitud varierar inom området +3,32 till +3,40. Baserat på frekvensanalys av Auvas ljuskurva uppvisar stjärnans variabilitet flera perioder av pulsering. De observerade perioderna är 13,0, 17,2, 25,6, 110,1 och 125,8 dygn. Den är en höghastighetsstjärna med en egenrörelse på mer än 30 km/s i förhållande till den genomsnittliga rörelsen av andra stjärnor i närheten.
Auva är en möjlig dubbelstjärna med en följeslagare av 11:e magnituden som ligger separerad med 80 bågsekunder. Denna dvärgstjärna av typ K kan ha en omlopssperiod på över 200 000 år, men detta har inte bekräftats.